# Платинацирконий
Платинацирконий — бинарное неорганическое соединение
платины и циркония
с формулой PtZr,
кристаллы.

## Получение
- Сплавление стехиометрических количеств чистых веществ [4]:

{\displaystyle {\mathsf {Pt+Zr\ {\xrightarrow {900^{o}C}}\ PtZr}}}

## Физические свойства
Платинацирконий образует кристаллы
ромбической сингонии,
пространственная группа C mcm,
параметры ячейки a = 0,3409 нм, b = 1,031 нм, c = 0,4277 нм, Z = 4
структура типа борида хрома CrB
.
Соединение конгруэнтно плавится при температуре 2100 °C .